# Deutsche Botschaft Niamey
Die Deutsche Botschaft Niamey ist die diplomatische Vertretung der Bundesrepublik Deutschland in der Republik Niger.

## Lage
Die Botschaft Niamey liegt östlich des Zentrums der nigrischen Hauptstadt Niamey. Die Straßenadresse lautet 71, Avenue du Général de Gaulle, Niamey.
Der internationale Flughafen Niamey liegt 9 km östlich der Botschaft, während sich das Außenministerium 4 km westlich im Zentrum befindet. Der nächstgelegene Grenzübergang zu dem Nachbarland Burkina Faso ist bei 2 Stunden Fahrtzeit auf der Route Nationale 6 in 110 km Entfernung in südlicher Richtung in der Gemeinde Makalondi zu erreichen.

## Gebäude
Die Botschaft Niamey wurde in den 1970er Jahren gebaut. Bei dem freistehenden zweigeschossigen Gebäude handelt es sich um ein Werk der damaligen Bundesbaudirektion.
Die Botschaft verkaufte einen Teil ihres Geländes 1987 an den nigrischen Staat. Dort entstand die Armensiedlung Cases Allemandes („deutsche Häuser“).
Ende der 2010er Jahre wurde der Auftrag zur Generalsanierung vergeben. Gleichzeitig sollte ein Anbau erfolgen, da wachsender Raumbedarf bestand. Nach den Hochbaumaßnahmen war auch die Neugestaltung der ca. 3.400 m² großen Außenanlagen mit Garten, Zufahrt und Parkplätzen, Garagen und weiteren Servicefunktionen geplant. Ferner wurde eine neue Außenwache mit Kfz-Schleuse und neuer Außeneinfriedung erstellt.

## Auftrag
Die Botschaft Niamey hat den Auftrag, die bilateralen Beziehungen zum Gastland Niger zu pflegen, die deutschen Interessen gegenüber der nigrischen Regierung zu vertreten und die Bundesregierung über Entwicklungen im Gastland zu unterrichten. In der Botschaft werden die Sachgebiete Politik, Wirtschaft, Kultur und Entwicklungszusammenarbeit bearbeitet.
Der konsularische Amtsbezirk der Botschaft umfasst die Republik Niger. Die Vertretung erteilt keine Visa und bietet für deutsche Staatsangehörige keine Dienstleistungen in rechtlichen und konsularischen Angelegenheiten. Sie leistet konsularische Nothilfe und unterhält zu diesem Zweck auch einen Bereitschaftsdienst. Diese konsularische Betreuung deutscher Staatsangehöriger in Niger und die Ausstellung von Visa obliegt der Botschaft Ouagadougou (Burkina Faso).
Die Botschaft hält engen Kontakt zu dem Kontingent der Bundeswehr in der UN-Stabilisierungsmission MINUSMA, für die Niamey ein wichtiger Lufttransportstützpunkt war.

## Geschichte
Niger erlangte am 3. August 1960 seine Unabhängigkeit von Frankreich. Die Botschaft wurde am 11. Januar 1963 eröffnet. Am 15. November 1999 wurde die Vertretung angesichts der Unruhen, die nach der Ermordung von Präsident Ibrahim Baré Maïnassara ausgebrochen waren, geschlossen und am 6. September 2002 wiedereröffnet.
Am 4. März 1975 nahm die DDR diplomatische Beziehungen zum Niger auf. Eine Botschaft wurde nicht eröffnet. Die Beziehungen wurde seitens der DDR auf dem Weg der Nebenakkreditierung aus Bamako (Mali) gepflegt.
Die Botschaft hielt engen Kontakt zu dem Kontingent der Bundeswehr in der UN-Stabilisierungsmission MINUSMA, für die Niamey ein wichtiger Lufttransportstützpunkt war. Die Mission wurde im Jahr 2023 beendet und die Bundeswehr zog sich am 30. August 2024 auch aus Niger zurück.